# The World Ends with You
The World Ends with You (すばらしきこのせかい?, Subarashiki Kono Sekai, lett. "Questo mondo meraviglioso") è un videogioco action RPG prodotto da Square Enix nel 2007 per Nintendo DS. Ambientato nel quartiere di Shibuya, The World Ends with You presenta numerosi elementi della cultura giapponese giovanile degli anni 2000 mescolati con l'urban fantasy.
Pubblicato in Giappone nel 2007, il videogioco è stato distribuito l'anno seguente nel resto del mondo. Negli anni 2010 è stato prodotto un remake dal titolo The World Ends With You -Solo Remix- per iOS e Android. Ha inoltre ricevuto uno spin-off denominato The World Ends With You -Live Remix-, pubblicato nel maggio 2013, ma ritirato nel febbraio 2014.
L'11 gennaio 2018 è stata annunciata da Nintendo l'uscita di The World Ends with You: Final Remix per Nintendo Switch, con grafica HD e un nuovo epilogo.
Nel 2021 è uscito il sequel NEO: The World Ends with You, distribuito per PlayStation 4, Microsoft Windows e Nintendo Switch.

## Trama

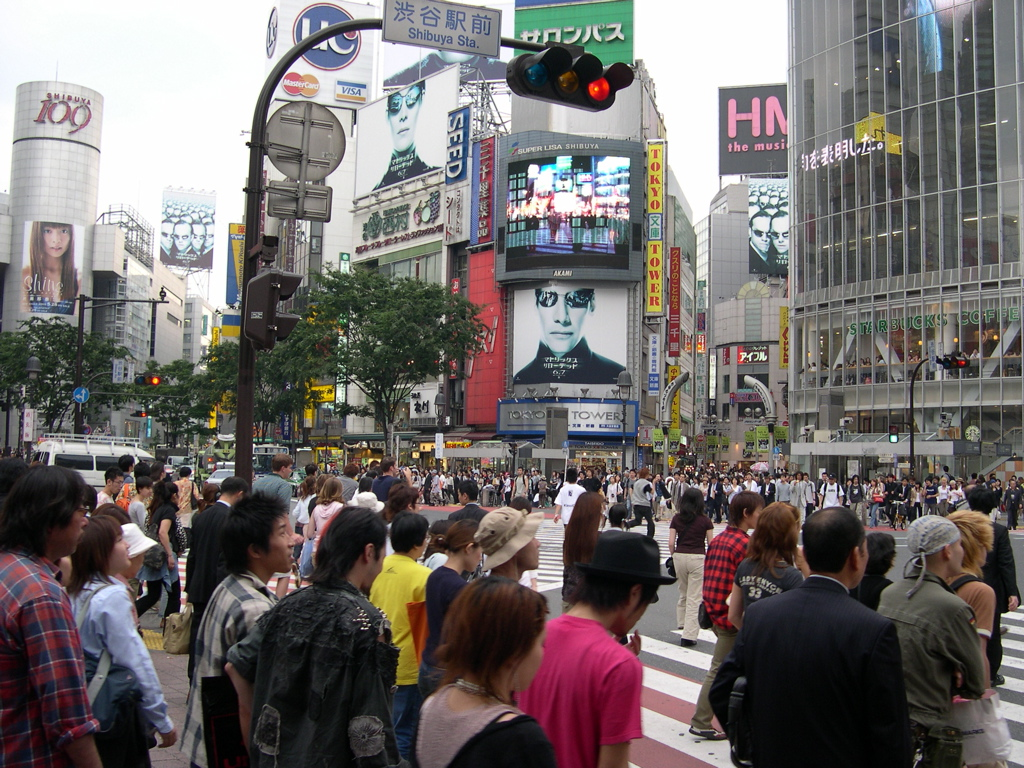
Incrocio di Shibuya, Tokyo.

Neku Sakuraba si ritrova all'incrocio di Shibuya senza sapere come ci sia arrivato o qualunque altra cosa di sé, salvo il suo nome. All'improvviso un messaggio sul cellulare: "Completa la missione, o sarai cancellato". Attaccato da alcuni esseri misteriosi, Neku è costretto a formare un "patto" con una strana e fin troppo vivace ragazza. Shiki Misaki sarà la partner del ragazzo per tutta la prima settimana, nella quale conosceranno anche Beat e Rhyme. Questi spiegano a Neku che in realtà si trovano in una dimensione parallela, l'Underground (UG), e che tutti loro sono morti. Per tornare in vita completando il Gioco, dovranno combattere contro i "Noise" (rumori) ed i Reapers (Mietitori), coloro che controllano il Gioco. Durante questi giorni si scopre che il prezzo d'entrata di Shiki era il suo aspetto, infatti appare nell'UG nelle sembianze della sua migliore amica Eri, mentre quello di Neku era la sua memoria. Allo scadere dei 7 giorni l'unica ad essere riportata in vita è Shiki, mentre Neku è costretto a giocare di nuovo riottenendo la memoria ma cedendo in cambio, come nuovo prezzo di entrata, Shiki. Nella seconda settimana subentrerà Joshua, un enigmatico ragazzo alla costante ricerca del Compositore, il vero sovrano del Gioco. Costui sembra in qualche modo collegato alla misteriosa morte di Neku, di cui ancora neanche lui si ricorda. Infine, nella terza ed ultima settimana il partner di Neku sarà Beat. Il ragazzo per sopravvivere dovrà imparare a fidarsi del partner e dei suoi amici, riuscirà a vincere il Gioco?

## Modalità di gioco
Nella Shibuya odierna, si svolge il Gioco dei Reaper dove le persone defunte possono tentare di ottenere una seconda occasione sopravvivendo un'intera settimana, se ci riusciranno avranno diritto ad un desiderio (tornare in vita o diventare a loro volta "Reaper"). Per partecipare alla gara, ognuno deve mettere in palio la cosa a cui tiene di più e potrà riottenerla unicamente alla fine del Gioco, ovviamente solo in caso di vittoria. I Giocatori lavorano in coppia ed ogni giorno devono tentare di rimanere in "vita" combattendo contro i Rumori (Noise) ed i Mietitori (Reaper) rischiando di essere cancellati. Alla fine del Gioco vengono analizzate le caratteristiche di ogni Giocatore e solo uno viene considerato degno del premio. A capo del Gioco c'è il Compositore, il quale elegge ogni settimana un Game Master che governa solo per quel lasso di tempo Shibuya e può inviare direttive ai Mietitori. Inoltre, un tipo di Mietitore, il Direttore, può inviare altri Mietitori ad ostacolare gli sforzi dei Giocatori.

### Le missioni
Ogni giorno il Game Master invia sul cellulare dei Giocatori un messaggio in cui indica dei compiti da portare a termine entro un certo limite di tempo; il conto alla rovescia compare sul palmo del Giocatore. Le missioni sono impossibili da svolgere senza partner (che consente di attivare i poteri speciali del giocatore) e per questo è fondamentale avere fiducia l'un l'altro. I diversi incarichi possono essere i più disparati: dallo sconfiggere Noises all'aiutare a riparare delle luci o semplicemente raggiungere una meta. La missione del settimo giorno è sempre quella di sconfiggere il Game Master della settimana per concludere così il Gioco. Dopo che la missione del giorno si è conclusa i Giocatori rimasti si ritrovano direttamente all'inizio del giorno della missione successiva, come se fossero catapultati avanti nel tempo.

### I combattimenti
Il sistema di combattimento fa largo uso delle caratteristiche del Nintendo DS, con le battaglie che prendono luogo in entrambi gli schermi, ed attacchi eseguiti tramite l'uso del touchscreen o del microfono. Nello schermo inferiore combatte Neku ed il giocatore lo controlla tramite l'uso del pennino, mentre nello schermo superiore in contemporanea si svolge il combattimento del partner comandato dai pulsanti del DS. Per il partner c'è anche la possibilità di usare l'auto-play che si può impostare dopo pochi secondi di autonomia od automatico, a seconda della scelta del giocatore. Se la battaglia si rivela troppo ardua premendo il tasto start si può fuggire, ma questo compromette la sincronia dei due partner. Ogni Giocatore combatte con una diversa arma: Neku usa le spille (che possiedono svariati effetti), Shiki utilizza Mr.Meow (un gatto di peluche fatto da lei a cui ha dato vita tramite gli psychs), Joshua rilascia raggi di energia e Beat combatte usando lo skateboard. Un ulteriore livello di profondità è dato dalle tendenze modaiole di Shibuya, infatti l'avere delle spille della marca di moda del momento ne accresce il potere.

## Ambientazione

### Shibuya
Il gioco è ambientato in una fittizia versione del distretto dedicato allo shopping di Shibuya. Mentre la vita di ogni giorno scorre nel Realground (RG), i morti, invece, sono portati in una dimensione parallela chiamata Underground (UG). L'UG è anche la sede del Gioco dei Mietitori; offrendo loro la cosa a cui si tiene maggiormente, i morti (ossia i Giocatori) ottengono la possibilità di gareggiare per un premio: ritornare in vita oppure trascendere ad una più alta forma di esistenza spirituale. Molti di coloro che scelgono questo premio, diventano, in seguito, anch'essi dei mietitori, ovvero coloro che si oppongono ai Giocatori nelle gare future del Gioco. Quest'ultimo dura una settimana, e, come si scoprirà alla fine, serve a giudicare il valore dell'umanità. I giocatori devono completare alcuni obiettivi, in base alle norme indicate dal Compositore, un'entità simile ad un Dio che controlla l'UG. A colui che fallirà una missione, verrà dispersa la mente e lo spirito, che sia esso un Giocatore o un Mietitore, cancellando in tal modo la sua esistenza.

### Underground
I giocatori dell'UG sono invisibili per coloro che vivono nell'RG, anche se possono leggere i loro pensieri ed influenzarli. L'UG è frequentata da mostri chiamati "noise", che possono essere creati dai sentimenti negativi dei viventi o dai Mietitori per ostacolare i Giocatori: per progredire nel Gioco dei Mietitori, spesso i Giocatori devono ucciderli o "cancellarli".
Shibuya è divisa in diverse parti e non tutte sono sempre accessibili, a seconda del giorno e delle missioni assegnate, infatti, alcune strade sono chiuse da alcuni "muri" creati dai Mietitori. Alcuni di questi sono oltrepassabili soddisfacendo le condizioni imposte da un Mietitore di "guardia" (solitamente Tenho o BJ). Le condizioni sono delle più varie, dall'eliminare noise o rispondere a dei quiz; questi ultimi sono chiamati "Revisioni dei Reaper" e comprendono delle domande sul Gioco, sui noise o sui negozi ed i loro commessi.

### Negozi
Come in quella reale, la Shibuya di The World Ends with You è cosparsa di negozi. Anche se i Giocatori sono invisibili nell'RG, possono entrare in posti precisi ed essere visti se fuori vi è un segno impresso dai Mietitori.
Anche nell'UG si seguono le tendenze e tramite i combattimenti è anche possibile cambiarle combattendo con delle spille di una certa firma, così da renderle immediatamente popolari nell'RG. Ogni personaggio può essere potenziato tramite abiti od accessori di tendenza comprabili nei negozi, ma non tutti gli oggetti possono essere acquistati con i soldi: alcuni debbono essere scambiati con altri oggetti, inoltre più si frequenta un negozio più il commesso vi prenderà in "simpatia" e metterà in vendita nuova merce. Più si comprano articoli in un determinato negozio, più il commesso rivelerà le abilità dai vari oggetti ottenuti.

## Personaggi

### Giocatori
- Il protagonista della storia è Neku Sakuraba, un ragazzo asociale a cui interessa di più ascoltare la musica e guardare i graffiti che interagire con gli altri. Neku si trova all'inizio del gioco al centro di Shibuya senza altri ricordi oltre al suo nome; scoprirà in seguito che ciò è dovuto al fatto che la sua memoria era il prezzo d'entrata per far parte del Gioco. Anche dopo la prima settimana trascorsa insieme all'allegrissima Shiki ed al ritorno della sua memoria, la sua morte rimane avvolta dal mistero, anche se sembra in qualche modo legata al suo secondo partner Joshua. Nelle tre settimane che trascorrerà nell'UG sarà costretto a fidarsi del suo partner, imparando così ad aprire il suo cuore ed a farsi degli amici. Usa come arma per combattere i Noise delle spille che nell'UG hanno abilità speciali.
- Shiki Misaki è la prima partner di Neku. All'apparenza sembra una ragazza allegra e spensierata, in realtà soffre di un complesso di inferiorità nei confronti della sua migliore amica, Eri. Compare nell'UG con l'aspetto di quest'ultima dato che il suo prezzo d'entrata era il suo aspetto. Inaspettatamente, alla fine della prima settimana è l'unica ad essere riportata in vita, ma rimane comunque legata al Gioco in quanto secondo prezzo di entrata di Neku. Il suo sogno è quello di diventare un designer, per questo è appassionata di moda e segue le tendenze, è inoltre un'ottima sarta. Per combattere i Noise usa Mr. Mew, un gatto di peluche cucito da lei stessa.
- Yoshiya Kiryu, più comunemente chiamato Joshua, è il secondo partner di Neku. È un ragazzo dalle capacità straordinarie, sin da vivo infatti è in grado di vedere l'UG e per questo conosce da tempo Mr. Hanekoma. Appena incontra Neku stringe immediatamente un patto con lui dicendo di averlo osservato per molto tempo. Cela molti misteri sotto il suo volto divertito fra cui un legame con la morte di Neku, la ricerca del Compositore e un rapporto con il Game Master Sho Minamimoto. Con il suo carattere ironico e quasi subdolo, si prende spesso gioco di Neku nel corso di tutta la settimana mettendo anche in dubbio la volontà di quest'ultimo di voler finire il gioco. Contro i Noise usa il suo cellulare per far comparire oggetti da scaraventare contro i nemici ed alcuni strani poteri.
- Beat, o per meglio dire Daisukenojo Bito, è un Giocatore che trascorsa la prima settimana con Neku e Shiki, arrivato alla fine del Gioco decide di diventare un Mietitore; questo nel disperato tentativo di riportare in vita Rhyme che si era sacrificata per salvarlo dall'improvvisa aggressione di un Noise. Nel corso della settimana a seguire si scontra spesso con Neku come Mietitore, ma nell'ultimo Gioco diventerà il partner di Neku. Il suo fine ultimo è diventare il nuovo Compositore per cambiare le regole del Gioco. Ha un metodo di gioco basato sul poker, ma attacca con il suo skateboard.
- Rhyme, la partner di Beat, viene cancellata da un Noise per salvare quest'ultimo in uno dei primi giorni della prima settimana. In realtà, è la sorella di Beat (il suo nome intero è infatti Raimu Bito), ma non lo sa perché il suo amore per il fratello era il prezzo d'entrata di Beat. Di lei rimane solo il ciondolo con la campana che Beat porta sempre con sé. Alla fine della terza settimana torna però in vita grazie a Joshua.
- Nao e Sota sono due Giocatori della seconda settimana, ma già comparsi nella prima, con cui socializzano Neku e Joshua. Grazie a loro, Neku ritrova fiducia in sé e si convince a voler aiutare Shiki. Per colpa dei Noise Taboo, Nao viene cancellata e Sota poco dopo di lei.

### Mietitori
- Uzuki Yashiro è una Mietitrice dai capelli rosa sempre in compagnia di Kariya. Ha un carattere molto irascibile e volubile. Aspira ad avere una promozione e per questo si dà molto da fare cancellando e ingannando diversi giocatori, cosa che trova davvero molto divertente.
- Kōki Kariya è un Mietitore sempre in compagnia di Uzuki. Rispetto alla sua compagna, ha molta più esperienza e gli sono state spesso offerte diverse promozioni, ma per via del suo carattere placido e giocoso le ha rifiutate tutte, considerando il suo attuale "lavoro" molto più divertente e stimolante.
- Yōdai Higashizawa è il primo Game Master del gioco. È un personaggio bizzarro che parla sempre come se le persone fossero degli ingredienti per preparare la sua cena. La sua forma rumore, Ovis Cantus, è gigante ed ha la testa di un ariete.
- Shō Minamimoto è il Game Master della seconda settimana. È uno dei Mietitori più giovani ed è considerato quasi un genio per via della sua incredibile intelligenza e la sua sconvolgente bravura, nonostante l'età; questi gli permetteranno di invocare dei Noise Taboo. Per qualche misterioso motivo è legato a Joshua e lo perseguita per l'intera settimana ed oltre. Cosparge l'intero UG con le sue "opere d'arte moderna" (delle montagne di spazzatura) accompagnate da frasi enigmatiche e/o pertinenti alla matematica. La sua forma rumore, Leo Cantus, ha il corpo di leone e cammina su 2 zampe.
- Mitsuki Konishi è il braccio destro di Kitaniji. Nell'ultima settimana viene eletta Game Master e si prende costantemente gioco di Neku e Beat dandogli un'unica missione: trovarla. È conosciuta tra i Reaper come "Iron Maiden", che in italiano si tradurrebbe come "La Vergine di Ferro". Il suo reale scopo va ben oltre l'essere il Game Master. La sua forma rumore, Tigris Cantus, è una tigre in forma umana con le ali.
- Megumi Kitaniji è Il Conduttore: La più grande autorità, dopo il Compositore, a Shibuya. Controlla il gioco ed impartisce ordini ai Mietitori, scegliendo anche il Game Master della settimana. Le sue vere intenzioni sono sconosciute. La sua forma rumore, Anguis Cantus, è un enorme cobra corazzato. quando questa forma rumore verrà sconfitta, Kitaniji catturerà ed integrerà a sé Shiki, Joshua e Beat, diventando così la forma rumore perfetta, Draco Cantus, un dragone dorato.
- Def Märch è una band formata da tre Mietitori: 777, Tenho e BJ. Il simbolo del loro gruppo è il microfono, che scomparirà misteriosamente nel corso della seconda settimana. La band è molto famosa nel RealGround, infatti i Mietitori nell'RG sono persone normali, senza ali. Tenho e BJ sono solitamente usati come "Mietitori standard" in tutti i giorni del Gioco.

### Neutri
- Sanae Hanekoma (conosciuto anche come Mr. H o CAT) è il "produttore" del Gioco dei Mietitori. La sua funzione è quella di salvaguardare le regole del gioco, ed è proprietario del bar WildKat. Ha un carattere pacato e disinvolto, ed è una specie di mentore per Joshua.
- Mr. Mew è l'animale di pezza cucito da Shiki, ed è usato dalla padrona come una sorta di arma animata con i poteri psichici di Shiki. Ha la forma di un gatto nero, nonostante Neku continui a chiamarlo maialino.
- Eri è la migliore amica di Shiki. È sempre stata una sorta di modello per la co-protagonista, e la leggera invidia per Eri ha permesso ai Mietitori di modificare l'aspetto di Shiki come pegno per partecipare al Gioco dei Mietitori. È estroversa e popolare, ma nutre un grande affetto, anche se in parte mascherato, per Shiki.
- Makoto è un umano il cui compito è rendere popolare un tipo di spilla (chiamata "Red Skull"). Aiutarlo sarà parte di una missione nel Gioco dei Mietitori. Mentre all'inizio sembra un po' incapace e maldestro, successivamente diventa un uomo d'affari molto snob.
- Shuto Dan (conosciuto anche come Shooter) è un giocatore di Tin Pin Slammer, gioco molto popolare nella Shibuya del videogame. Ha insegnato a Neku come giocare, ed è il numero uno nel settore. Per portare a termine la missione di sconfiggerlo assegnata dai Mietitori, Joshua è obbligato a barare.
- Eiji Oji (conosciuto come "The Prince of Ennui", "Il Principe della Noia"), è una sorta di VIP nella Shibuya del videogame. Ha un blog chiamato "F Everything" (dove "F" sta per "Fabulous", "Favoloso"). Il suo blog è molto popolare, e riceve giornalmente più di 100.000 visite.

## Media

### Manga
Dopo l'uscita del prodotto in Giappone, Square Enix all'inizio del 2008 annunciò una versione manga di The World Ends with You disegnato da Shiro Amano pubblicato sulla rivista Shōnen Gangan di Square Enix. Il manga ebbe vita breve e durò solo due capitoli 

### Anime
Il 25 giugno 2020, Square Enix ha annunciato un adattamento anime della serie di The World Ends with You e annunciato integralmente il 3 luglio 2020 all' "Anime Expo 2020" come The World Ends with You: The Animation e sarà trasmesso in tutto il mondo nel 2021 . L'anime è prodotta da Square Enix con l'aiuto dello studio "Domerica" e Shin-Ei Animation. La serie anime è prodotta da Kazuya Ichikawa e lo sceneggiatore è Midori Gotou. Il produttore Tomohiko Hirano e il regista Tatsuya Kando  saranno i supervisori insieme ai direttori artistici del prodotto, Tetsuya Nomura e Gen Kobayashi e la colonna sonora è composta e prodotta da Takeharu Ishimoto. Tatsuya Kando ha dichiarato  che c'è sempre stata l'intenzione di creare una serie anime di The World Ends with You, ma all'epoca la Square Enix era impegnata in altre serie anime, oltre ai prodotti del settore informatico.  Il 23 novembre 2020, giorno in cui fu annunciato il sequel del primo capitolo della serie, Square Enix rivela la data d'uscita dell'anime, aprile 2021. Negli USA l'anime è stato distribuito il 9 aprile 2021, giorno dell'uscita giapponese, da Funimation e da Hulu e il giorno seguente sul sito dell'anime viene confermato che la serie presenterà 12 episodi.

## Altre apparizioni
La serie di The World Ends with You è apparsa anche nel crossover tra Square Enix e Disney, Kingdom Hearts 3D: Dream Drop Distance. Neku e i suoi amici finiscono nella Città di Mezzo del Regno dei mondi dormienti e sono ancora giocatori per il gioco dei Mietitori; Sora e Riku li aiuteranno ad uscire dai guai. Dopo molte peripezie, Neku e i suoi amici tornano nel loro mondo, Shibuya (primo mondo Square Enix ad essere introdotto nella serie di Kingdom Hearts).

## Colonna sonora
La colonna sonora del videogioco è stata composta e prodotta da Takeharu Ishimoto e interpretata da diversi artisti. I vari brani si dividono in diversi generi, dal pop all'elettronica o dall'hip hop al rock; la canzone finale durante i titoli di coda, "A Lullaby for You", è interpretata dall'artista giapponese JYONGRI. All'interno del CD sono presenti anche altri artisti come Sawa, Makiko Noda, Leah, Ayuko Tanaka, Mai Matsuda, Wakako, Hanaeryca, Cameron Strother, Andy Kinlay, Nulie Nurly, e Londell "Taz" Hicks.